# Valery Khodemchuk
Valery Ilyich Khodemchuk; em russo:  Валерий Ильич Ходемчук; (24 de março de 1951 –  26 de abril de 1986) foi um engenheiro soviético que trabalhava como operador da bomba de circulação de água da sala do reator 4 de Chernobil durante o turno da noite na usina de Chernobil, na Ucrânia Soviética. Ele foi a primeira vítima fatal do desastre de nuclear de Chernobil.
Durante a madrugada do dia 26 de abril de 1986, Kohodemchuk estava na sala de bombeamento de água, usada para transportar água fria para o reator nuclear da usina de Chernobil. Como ele estava na sala das bombas de circulação, localizada muito próxima ao reator que explodiu, a explosão o matou instantaneamente, e seu corpo nunca foi recuperado, pois foi permanentemente enterrado sob os destroços do reator 4 de Chernobil. Em reconhecimento ao seu sacrifício, há um memorial em sua homenagem na usina de Chernobil.